# جيحون (نهر)
 جيحون أو آمُو دَرْيا نهر آسيوي يبلغ طوله 2,525 كيلومتر، عرف قديما باسم «أوكسوس» ولدى العرب باسم جيحون، يتكون من التقاء نهري فخش وباندج الذين ينبعان من جبال بامير في آسيا الوسطى، عبره الفاتح قتيبة بن مسلم بجيشه إبان الفتوحات الإسلامية.
وقد عرف النهر بالحد الفاصل بين كل من أفغانستان وطاجكستان وأوزبكستان ويصب في الساحل الجنوبي لبحر أرال حيث يتشكل عند مصبه فيه دلتا يبلغ طولها 145 كم وأهم الروافد التي تأتيه من الشمال فاكش، كافيرني غان، سرخان أما روافده من الجنوب فهو نهر قندوز [الإنجليزية].

## أعلام
- ألب أرسلان

## مقالات ذات صلة
- نهر سيحون.